# Brasil (canção)
"Brasil" é uma canção gravada pelo cantor brasileiro Cazuza e lançada em seu terceiro álbum de estúdio, Ideologia, de 1988. Composta por Cazuza em parceria com George Israel e Nilo Romero, sua letra é uma crítica à  cena política brasileira, tanto a do período ditatorial quanto a da redemocratização.
A cantora Gal Costa gravou uma versão de Brasil com influências do samba que foi utilizada como tema de abertura da telenovela Vale Tudo, de 1988. Essa regravação recebeu dois Prêmios Sharp: música pop/rock e música do ano. Também foi utilizada como tema da refilmagem de Vale Tudo de 2025.